# Микшино (Смоленская область)
Микшино— деревня в Хиславичском районе Смоленской области России. Расположена в юго-западной части области в 12 км к югу от Хиславичей, в 18 км к востоку от границы с Беларусью, у автодороги Хиславичи — Шумячи на речке Белица.
Население — 162 жителя (2007 год).
В 2004—2018 годах деревня являлась административным центром Микшинского сельского поселения. В связи с упразднением поселения законом Смоленской области № 174-з от 20 декабря 2018 года включена в состав Печерского сельского поселения.

## Экономика
Магазин, сельхозпредприятие «Заря», охотохозяйство «Тихая зона».

## Достопримечательности
- Памятник односельчанам, погибшим в 1941—1945 гг. (1970 год).